# Dave Bolland
David Bolland (* 5. června 1986, Mimico, Ontario, Kanada) je bývalý kanadský hokejový útočník, který v severoamerické lize NHL odehrál přes 400 utkání. Je dvojnásobným vítězem Stanley Cupu, který získal s Chicagem Blackhawks v letech 2010 a 2013.

## Hráčská kariéra

### Amatérská a juniorská kariéra
V sezoně 2001–2002 získal titul (All-Ontario Bantam AAA) v "bantam" lize (dorost) s Torontem Red Wings.
Od léta 2002 oblékal dres Londonu Knights v OHL, který si vybral jako 8. celkově v draftu OHL. V první sezoně zaznamenal 17 bodů v 64 zápasech, na led se příliš nedostal. V ročníku 2003–2004 odehrál o zápas víc, nasbíral ale o 50 bodů více, když vstřelil 37 branek a na 30 se podílel jako asistent. V lednu si zahrál na CHL Top Prospects Game, přihrál na jednu branku. Zúčastnil se také All-Star Game 2004 OHL v Peterborough, kde přispěl k vítězství západní konference gólem a přihrávkou. Na konci ročníku získal klubovou cenu pro hráče s největším zlepšením. Také byl nominován do 3. All-Star týmu OHL.
Na sezonu 2004–05 bude on a jeho spoluhráči z Londonu ještě dlouho vzpomínat. London vyhrál vše, co mohl a Bolland navíc patřil k oporám týmu. V 66 zápasech nasbíral 85 bodů (34+51) a přesto to stačilo až na 4. místo v kanadském bodování týmu a s 34 góly byl 3. v týmu. London vytvořil během základní části 4 rekordy CHL (nejvyšší % vítězství – 88,2%, nejdelší série bez porážky i nejdelší série bez porážky od začátku sezony – 31 zápasů, nejnižší počet inkasovaných gólů – 125) a 15 rekordů OHL (mj. London se stal 1. týmem v historii, který dokázal 2 sezony po sobě vyhrát více než 50 zápasů a získat více než 100 bodů). Bolland patřil k 8 hráčům Londonu, kteří si zahráli za výběr Západní konference na OHL All-Star Game. Také hrál za výběr OHL na Canada/Russia Challenge. Ve svém nejlepším zápase sezony (vítězství 14-1 nad Kingstonem) vstřelil 4 góly a na další 2 přihrál. V playoff nasbíral 25 bodů (11+14) v 18 zápasech a v produktivitě v týmu byl třetí a v gólech druhý. London při své cestě za prvním titulem OHL ve 40leté historii týmu prohrál pouze 2 zápasy. London tak získal cenu Wayna Gretzkyho pro vítěze Západní konference OHL i J. Ross Robertson Cup pro vítěze OHL. London poté hostil i Memorial Cup a když všechny 4 zápasy vyhrál, radovali se jeho hráči ze zisku nejcennější juniorské trofeje. Bolland k jeho zisku pomohl gólem a asistencí, také si připsal 8 TM a +1 bod v +/-. London během celé sezony prohrál pouze 2 zápasy na domácím kluzišti.
Závěrečná sezona v juniorech mu vyšla skvěle, když v průměru sbíral přes 2 body na zápas. Jeho konečná bilance byla 130 bodů (57+73) v 59 zápasech. Byl se svým spoluhráčem Shrempem nejlepším střelcem OHL, za ním pak skončil druhý v produktivitě v OHL (Shremp měl 145 bodů). V playoff nastřílel v 15 zápasech 15 branek a přidal 9 asistencí a pomohl tak Londonu do finále, kde ale podlehl Peterborough. Během sezony reprezentoval OHL na CHL-Russia Challenge a také si zahrál OHL All-Star Game. Po sezoně byl nominován do 1. All-Star týmu OHL a dostal cenu Jima Mahona pro nejproduktivnější pravé křídlo v OHL. OHL opustil s celkovou bilancí 254 zápasů, 299 bodů (135+164) a 280 TM.
Ve vstupním draftu NHL 2004 byl draftován ve 2. kole na celkově 32. místě Chicagem Blackhawks.

### Profesionální kariéra
Blackhawks s ním uzavřeli nováčkovskou smlouvu 25. května 2006 a následující sezonu zahájil v Norfolku v AHL. Vzhledem k zranění Martina Havláta a Michala Handzuše byl však na konci října povolán a 25. října 2006 si v zápase proti Vancouveru odbyl premiéru v NHL. Více v NHL nestihl odehrát. V AHL ho na začátku sezony pronásledovala různá zranění, což se projevilo na jeho herní pohodě, po Novém roce byl již v pořádku a dostal se do formy. V únoru nasbíral 16 bodů (6+10) ve 13 zápasech a byl za to vyhlášen nováčkem měsíce AHL. V playoff přidal v 6 zápasech 4 asistence.
Ani v další sezoně se mu zranění nevyhýbala a tak dohromady odehrál 55 utkání. Sezonu začal v Rockfordu. Na konci října byl povolán do Chicaga, kde pak strávil již většinu času do konce základní části. První bod v NHL si připsal 31. října 2007 v Dallasu a první gól vstřelil 16. prosince do sítě floridského Tomáše Vokouna. Celkem za Blackhawks v této sezoně odehrál 39 utkání a nasbíral 17 bodů, pokud ho nelimitovala zranění odváděl velmi dobré výkony. V Rockfordu přidal 10 bodů v 16 utkáních. Po skončení základní části, kdy musel poslední 2 utkání Blackhawks vynechat pro zranění, byl poslán do Rockfordu na playoff. S nedoléčeným zraněním nastoupil v prvních 7 utkáních, dalších 5 musel vynechat. Rockford pak vypadl ve 2. kole s Chicagem Wolves.
Sezona 2008–2009 byla jeho první celá sezona v dresu Blackhawks a společně s Havlátem a Andrewem Laddem vytvořili nejspolehlivější řadu Blackhawks v této sezoně. Bolland celkem nasbíral 47 bodů (19+28) v 81 zápasech a také přidal +19 +/- bodů. V lednu si zahrál na NHL YoungStars Game za tým hráčů, kteří jsou v NHL 2. sezonu. Zápas 27. února 2009 proti Pittsburghu byl jeho 100. v kariéře v NHL. V playoff pomohl Blackhawks do finále Západní konference 12 body (4+8) v 17 utkáních. Po sezoně, 30. června 2009 prodloužil o 5 let smlouvu s Blackhawks.
Ani v sezoně 2009–2010 nebyl zdravotně v pořádku a kvůli operaci vynechal od začátku listopadu do začátku února 41 utkání. Celkem tak v základní části odehrál jen 39 utkání a nasbíral 16 bodů. V playoff se mu ovšem dařilo, když také nasbíral 16 bodů, ale jen ve 22 utkáních. Kromě ofenzivního příspěvku plnil na cestě za Stanley Cupem především defenzivní úkoly proti elitním hráčům soupeřů, které často dokázal z ledu úplně "vymazat". Také nasbíral 30 trestných minut a byl nejtrestanějším hráčem Blackhawks v playoff a také 5. v celé NHL.
V sezoně 2010–2011 v 61 utkáních nasbíral 37 bodů (15+22). Zápas 16. ledna 2011 proti Nashvillu byl jeho 200. v NHL, oslavil ho 2 góly a navíc též dosáhl na metu 100 bodů v NHL. Posledních 14 utkání základní části a první 3 utkání playoff musel vynechat kvůli otřesu mozku. Když nastupoval do 4. utkání 1. kola proti Canucks, Blackhawks prohrávali na zápasy 0:3. Bolland v dalších 4 utkáních nasbíral 6 (2+4), ale nakonec vyřazení v prodloužení 7. utkání série zabránit nedokázal. S 6 body se dělil s Mariánem Hossou, Duncanem Keithem a Patrickem Kanem o 1. místo v produktivitě, ale měl odehráno o 3 utkání méně. V +/- statistice byl s +6 body nejlepším v týmu.
Po dvou sezonách provázených zraněními tentokrát mohl v sezoně 2011–2012 odehrát 76 zápasů v základní části, i když zdravotní problémy měl i v této sezoně. Dokázal vyrovnat svůj osobní střelecký rekord s 19 góly a k tomu přidal i 18 asistencí a celkem nasbíral 37 bodů. Vedl tým v počtu vstřelených gólů v oslabení (3, nejlepší výkon v NHL byly 4 góly). V playoff nasbíral v 6 zápasech 1. kola proti Phoenixu 3 asistence, ale Blackhawks podruhé v řadě vypadli z playoff hned v 1. kole.
Jeho kariéru ukončily přetrvávající zdravotní potíže způsobené několika zraněními. Po sezóně 2015–16 s Floridou Panthers byl vyměněn do Arizony Coyotes, ale nepočítalo se s tím, že by někdy znovu nastoupil a jeho kontrakt běžel do konce sezóny 2018–19, po které oficiálně ukončil kariéru.

## Reprezentační kariéra
V roce 2006 byl členem kanadské juniorské reprezentace v rámci mistrovství světa juniorů a pěti body (3+2) v 6 zápasech se podílel na úspěchu Kanady, která v finále vyhrála nad Ruskem 5-0 a Bolland tak s ostatními spoluhráči získal zlatou medaili.

## Klubové statistiky
| Sezona     | Klub                | Soutěž     | Základní část | Základní část | Základní část | Základní část | Základní část | Play off | Play off | Play off | Play off | Play off |
| Sezona     | Klub                | Soutěž     | Z             | G             | A             | B             | TM            | Z        | G        | A        | B        | TM       |
| ---------- | ------------------- | ---------- | ------------- | ------------- | ------------- | ------------- | ------------- | -------- | -------- | -------- | -------- | -------- |
| 2000–01    | Toronto Red Wings   | GTHL       | 95            | 79            | 67            | 146           | —             | —        | —        | —        | —        | —        |
| 2001–02    | Toronto Red Wings   | GTHL       | 36            | 35            | 35            | 70            | 40            | —        | —        | —        | —        | —        |
| 2002–03    | London Knights      | OHL        | 64            | 7             | 10            | 17            | 21            | 14       | 2        | 1        | 3        | 2        |
| 2003–04    | London Knights      | OHL        | 65            | 37            | 30            | 67            | 58            | 15       | 3        | 10       | 13       | 18       |
| 2004–05    | London Knights      | OHL        | 66            | 34            | 51            | 85            | 97            | 18       | 11       | 14       | 25       | 30       |
| 2005–06    | London Knights      | OHL        | 59            | 57            | 73            | 130           | 104           | 15       | 15       | 9        | 24       | 41       |
| 2006–07    | Norfolk Admirals    | AHL        | 65            | 17            | 32            | 49            | 53            | 6        | 0        | 4        | 4        | 17       |
| 2006–07    | Chicago Blackhawks  | NHL        | 1             | 0             | 0             | 0             | 0             | —        | —        | —        | —        | —        |
| 2007–08    | Rockford IceHogs    | AHL        | 16            | 6             | 4             | 10            | 22            | 7        | 0        | 0        | 0        | 8        |
| 2007–08    | Chicago Blackhawks  | NHL        | 39            | 4             | 13            | 17            | 28            | —        | —        | —        | —        | —        |
| 2008–09    | Chicago Blackhawks  | NHL        | 81            | 19            | 28            | 47            | 52            | 17       | 4        | 8        | 12       | 24       |
| 2009–10    | Chicago Blackhawks  | NHL        | 39            | 6             | 10            | 16            | 28            | 22       | 8        | 8        | 16       | 30       |
| 2010–11    | Chicago Blackhawks  | NHL        | 61            | 15            | 22            | 37            | 34            | 4        | 2        | 4        | 6        | 4        |
| 2011–12    | Chicago Blackhawks  | NHL        | 76            | 19            | 18            | 37            | 47            | 6        | 0        | 3        | 3        | 2        |
| 2012–13    | Chicago Blackhawks  | NHL        | 35            | 7             | 7             | 14            | 22            | —        | —        | —        | —        | —        |
| 2013–14    | Toronto Maple Leafs | NHL        | 23            | 8             | 4             | 12            | 24            | —        | —        | —        | —        | —        |
| 2014–15    | Florida Panthers    | NHL        | 53            | 6             | 17            | 23            | 48            | —        | —        | —        | —        | —        |
| 2015–16    | Florida Panthers    | NHL        | 25            | 1             | 4             | 5             | 16            | —        | —        | —        | —        | —        |
| 2015‑16    | Portland Pirates    | AHL        | 2             | 0             | 1             | 1             | 0             | —        | —        | —        | —        | —        |
| NHL celkem | NHL celkem          | NHL celkem | 433           | 85            | 123           | 208           | 299           | 67       | 17       | 26       | 43       | 84       |

### Reprezentační statistiky
| 2006 | Kanada | MSJ | 6 | 3 | 2 | 5 | 14 |